# Aphodius beloni
Aphodius beloni är en skalbaggsart som beskrevs av Étienne Mulsant och Jean Baptiste Godart 1879. Aphodius beloni ingår i släktet Aphodius och familjen Aphodiidae. Inga underarter finns listade i Catalogue of Life.